# IC 876
IC 876 — галактика типу SB? (компактна витягнута галактика) у сузір'ї Діва.
Цей об'єкт міститься в оригінальній редакції індексного каталогу.